# Varga Rókus
Varga Rókus (1981. február 25. –) magyar színész, énekes, szinkronszínész. Az EVERFLASH együttes dobosa.

## Szinkronszerepei

### Sorozatokban
- Szulejmán - Bali bég
- Időtlen szerelem - Jeronimo Linares
- Pankráció a nyers erő - John Cena
- A mélység fantomja
- A prófécia
- A Poldark család
- Az osztály
- Baywatch Hawaii
- Bleach - Kurocutshi Mayuri
- Blue Gender - Yuji Kaido
- Cobra 11 - Ben Jaeger - Tom Beck
- Csacska angyal
- Csillagkapu: Atlantisz
- Derek, a fenegyerek
- Eli Stone
- Sarokba szorítva – Maximiliano Irázabal Alejandro Salvatierra
- Family Guy - Joe Swanson
- South Park - PC igazgató
- Haláli hullák
- Kate és Mim-Mim - Goblin
- Lego Nexo Knights - Axl
- Miért pont Brian?
- Nagymenők - Evan Frasier
- Nász-nap
- Naruto - Maito Gai
- Office
- Ördögi kör - Gregorio Ramírez
- Rubí, az elbűvölő szörnyeteg
- Sophie - A nem kívánt jegyesség
- Szeretők (BBC)
- Terrorkommandó
- A Tini Nindzsa Teknőcök új kalandjai - Rafael
- Star Wars: A klónok háborúja - Klónkatonák
- Star Wars: Lázadók - Rohamosztagosok
- Hot Wheels AcceleRacers - Tono Pasaro
- Tini Nindzsa Teknőcök (2012) - Tigriskarom
- Csoda Kitty - Hawkodile
- Noob csapat - Game Over
- A Mandalóri (1. évad) - Paz Vizsla
- Star Wars: A Rossz Osztag - Cut Lawquane, Howzer százados, Cade, Slip, Mayday százados és további klónkatonák
- Transformers: Cyberverse - Hot Rod (1. hang)
- A Pókember elképesztő kalandjai - Bentley Wittman / Mágus (Wizard) (1. évad), Morris Bench / Vízember
- Star Wars: Látomások - Homen
- Elsöprő Szerelem-Cinar Barutcu
- A sors könyvei – Marcos Prado Monteiro
- Hell on Wheels - Anson Mount - Cullen Bohannon
- Boner, az ördögűző - Mindenki

### Filmeken
- Aquaman - Arthur Curry / Aquaman
- A varázslótanonc
- A szellemlovas – A bosszú ereje - Moreau
- Az álmodó - Prince Sadir
- Az igenember - Daphne pasija
- Az utolsó légió
- Csapatleépítés
- Don Jon
- Egy boltkóros naplója
- Egy Minecraft film - Garrett
- Felhőatlasz
- Flyboys - Égi lovagok
- Jackass 3D
- Jégi dicsőségünk
- Zöld darázs
- Z világháború
- Fejlövés
- Verdák - DJ

### Egyéb

#### Videójáték
- League of legends - Dr. Mundo, Nautilus, Sion
- Resident Evil 2 Remake - Marvin Branagh
- Detroit: Become Human - Luther

#### Narráció
- A nagy házalakítás

#### Reklámokban
- Top Shop (2006-2019)